# Crna gora
Crna gora este o arie protejată (sit de importanță comunitară — SCI) din Croația întinsă pe o suprafață de 145,23 ha, integral pe uscat.

## Localizare
Centrul sitului Crna gora este situat la coordonatele 46°09′36″N 16°47′45″E / 46.16007°N 16.7958°E.

## Înființare
Situl Crna gora a fost declarat sit de importanță comunitară în iulie 2013 pentru a proteja 2 specii de animale.

## Biodiversitate
Situată în ecoregiunea continentală, aria protejată nu include niciun habitat protejat.
La baza desemnării sitului se află mai multe specii protejate de  nevertebrate (2): Euplagia quadripunctaria, Leptidea morsei.